# Priyanka Chopra
Priyanka Chopra Jonas (em Devangari: प्रियंका चोपड़ा जोनास (nascida Priyanka Chopra; Jamshedpur, 18 de julho de 1982), é uma atriz, produtora e modelo. Como atriz, é mais conhecida por interpretar Alex Parrish na série televisiva Quantico.
Representando a Índia, venceu o Miss Mundo 2000, fato que lhe abriu as portas para sua carreira de atriz em Hollywood. Foi eleita uma das "100 mulheres mais inspiradoras e influentes do mundo em 2022" pela BBC.

## Biografia
Priyanka Chopra nasceu em 18 de julho de 1982, em Jamshedpur, filha de Ashok Chopra e Chopra Madhu, dois médicos do exército indiano. Seu irmão chama-se Siddharth que é sete anos mais novo que ela. Por causa das ocupações de seus pais, Priyanka e a família mudaram várias vezes de cidade, passando por Jamshedpur, Délhi, Puna, Lucknow, Bareilly, Ladakh, Chandigarh e Ambala. Estudou na La Martiniere Girls' School em Luckno e no St. Maria Goretti College em Bareilly e aos 13 mudou-se para os Estados Unidos, onde morou com uma tia e estudou em escolas das cidades de Newton, Massachusetts, e Cedar Rapids, Iowa, voltando para a Índia poucos anos depois, onde terminou o ensino médio na Army Public School de Bareilly.

## Participação em concursos de beleza

### Femina Miss Índia
Segundo a BBC, Priyanka foi inscrita no concurso por sua mãe, tendo ficado em segundo lugar, o que lhe deu a chance de competir no Miss Mundo 2000.

### Miss Mundo
Em 2000 Priyanka venceu o Miss Mundo 2000 em Londres, sendo coroada por a sua conterrânea Yukta Mookhey, que havia vencido no ano anterior. Foi a quinta indiana a vencer este concurso, tendo como antecessoras Reita Faria em 1966, Aishwarya Rai em 1994, Diana Hayden em 1997 e Yukta Mookhey em 1999. Também ganhou a faixa de Rainha da Ásia.

## Vida pessoal

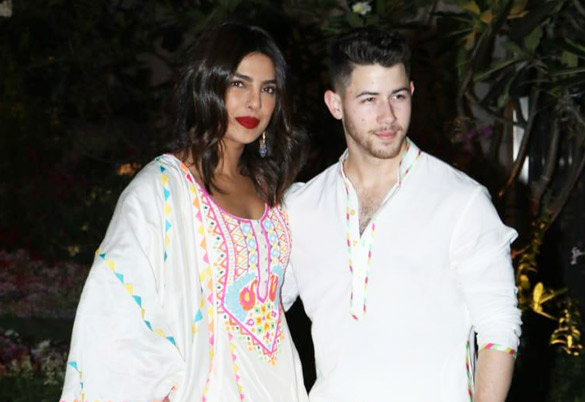
Priyanka e Nick em 2020

Priyanka é casada com o cantor americano Nick Jonas desde dezembro de 2018 e o casal teve a primeira filha, Malti Marie Chopra Jonas, por barriga de aluguel, em 15 de janeiro de 2022.
Segundo o site especializado Celebrity Net Worth, sua fortuna é de cerca de 70 milhões de dólares.

## Filantropia
Priyanka é embaixadora da boa-vontade da ONU desde 2016, defendendo assuntos ligados às mulheres, e mantém sua própria fundação, a Priyanka Chopra Foundation.

## Vida profissional

Jagmeet Bal ao lado de Chopra.

Priyanka continua trabalhando como modelo, fazendo campanhas para diversas marcas e posando para diversas revistas, como a Vanity Fair, Marie Claire, Cosmopolitan, Elle e Vogue (veja galeria de capas).

### Carreira como atriz
Logo após o seu primeiro filme, Hero, de 2003, segundo o site Pinkvilla "ela fez uma série de filmes até alcançar o reconhecimento, que veio com filme 'Fashion'." Sua carreira internacional começou em 2015, no papel de Alex Parrish na série de televisão Quantico da ABC dos Estados Unidos.

Segundo a BBC, é uma das mais reconhecidas atrizes da Índia, tendo vencido o prêmio de Melhor Atriz do National Film Award e outras quatro categorias do Filmfare Awards.

### Filmes
| Ano  | Título                           | Personagem                                                                                           | Notas                       |
| ---- | -------------------------------- | --- | --------------------------- |
| 2002 | Thamizhan                        | Priya                                                                                                |                             |
| 2003 | The Hero: Love Story of a Spy    | Shaheen Zakaria                                                                                      |                             |
| 2003 | Andaaz                           | Jiya                                                                                                 |                             |
| 2004 | Plan                             | Rani                                                                                                 |                             |
| 2004 | Kismat                           | Sapna                                                                                                |                             |
| 2004 | Asambhav                         | Alisha                                                                                               |                             |
| 2004 | Mujhse Shaadi Karogi             | Rani Singh                                                                                           |                             |
| 2004 | Aitraaz                          | Mrs. Sonia Roy                                                                                       |                             |
| 2005 | Blackmail                        | Mrs. Rathod                                                                                          |                             |
| 2005 | Apuroopam                        | |                             |
| 2005 | Karam                            | Shalini                                                                                              |                             |
| 2005 | Waqt: The Race Against Time      | Pooja (Mitali)                                                                                       |                             |
| 2005 | Yakeen                           | Simar                                                                                                |                             |
| 2005 | Barsaat                          | Kajal                                                                                                |                             |
| 2005 | Bluffmaster!                     | Simmi Ahuja                                                                                          |                             |
| 2006 | Taxi No. 9211                    | |                             |
| 2006 | 36 China Town                    | Seema                                                                                                |                             |
| 2006 | Alag                             | |                             |
| 2006 | Krrish                           | Priya                                                                                                |                             |
| 2006 | Aap Ki Khatir                    | Anu                                                                                                  |                             |
| 2006 | Don                              | Roma                                                                                                 |                             |
| 2007 | Salaam-e-Ishq: A Tribute to Love | Kamini                                                                                               |                             |
| 2007 | Big Brother                      | Aarthi Sharma                                                                                        |                             |
| 2007 | Om Shanti Om                     | Ela mesma                                                                                            |                             |
| 2008 | My Name is Anthony Gonsalves     | Ela mesma                                                                                            |                             |
| 2008 | Love Story 2050                  | Sana/Zeisha                                                                                          |                             |
| 2008 | God Tussi Great Ho               | Alia Kapoor                                                                                          |                             |
| 2008 | Chamku                           | Shubhi                                                                                               |                             |
| 2008 | Drona                            | Sonia                                                                                                |                             |
| 2008 | Fashion                          | Meghna Mathur                                                                                        |                             |
| 2008 | Dostana                          | Neha Melwani                                                                                         |                             |
| 2009 | Billu                            | Ela mesma                                                                                            |                             |
| 2009 | Kaminey                          | Sweety Shekhar Bhope                                                                                 |                             |
| 2009 | What's Your Raashee?             | Anjali, Vishakha, Kajal, Hansa, Mallika, Pooja, Rajni, Nandini, Bhavna, Jhankhana, Sanjna, Chandrika |                             |
| 2010 | Pyaar Impossible!                | Alisha Merchant                                                                                      |                             |
| 2010 | Jaane Kahan Se Aayi Hai          | Ela mesma                                                                                            |                             |
| 2010 | Anjaana Anjaani                  | Kiara Malhotra                                                                                       |                             |
| 2011 | 7 Khoon Maaf                     | Susanna Anna-Marie, Johannes                                                                         |                             |
| 2011 | Ra.One                           | Desi Girl                                                                                            |                             |
| 2011 | Don 2                            | Roma                                                                                                 |                             |
| 2012 | Agneepath                        | Kaali Gawde                                                                                          |                             |
| 2012 | Teri Meri Kahaani                | Rukhsar, Radha, Aradhana                                                                             |                             |
| 2012 | Barfi!                           | Jhilmil Chatterjee                                                                                   |                             |
| 2013 | Deewana Main Deewana             | |                             |
| 2013 | Zanjeer                          | Mala                                                                                                 |                             |
| 2013 | Krrish 3                         | Priya Mehra                                                                                          |                             |
| 2013 | Gunday                           | |                             |
| 2013 | Mary Kom Biopic                  | Mary Kom                                                                                             |                             |
| 2013 | Milan Talkies                    | |                             |
| 2014 | Zoya Akhtar's next               | |                             |
| 2015 | Dil Dhadakne Do                  | Ayesha Mehra                                                                                         |                             |
| 2015 | Bajirao Mastani                  | Kashibai                                                                                             |                             |
| 2016 | Jai Gangaajal                    | Abha Mathur                                                                                          |                             |
| 2016 | Bam Bam Bol Raha Hai Kashi       | Kashibai                                                                                             |                             |
| 2017 | Baywatch: S. O. S. Malibu        | Victoria Leeds                                                                                       | Antagonista                 |
| 2019 | Isn’t It Romantic?               | Isabella Stone                                                                                       |                             |
| 2019 | The Sky Is Pink                  | Aditi Chaudhary                                                                                      | Atriz e Produtora Executiva |
| 2020 | We Can Be Heroes                 | |                             |
| 2020 | The White Tiger                  | | Atriz e Produtora Executiva |
| 2023 | Love Again                       | Mira Ray                                                                                             | Protagonista                |

### Televisão
| Ano       | Título             | Personagem   | Notas           |
| --------- | ------------------ | ------------ | --------------- |
| 2010      | Khatron Ke Khiladi | Host         |                 |
| 2015-2016 | Quantico           | Alex Parrish | Papel principal |
| 2020      | Citadel            |              | Papel principal |

### Carreira Musical
Segundo Priyanka, sua principal influência vocal foi seu pai, que ela disse ter sido"um cantor incrível". Sua carreira musical começou nos filmes de Bollywood, sendo a sua primeira gravação a canção "Ullathai Killadhe", no filme Thamizhan da Kollywood (2002), composta a pedido do diretor do filme, Vijay. Em 2005 ela se recusou a regravar "Tinka Tinka" para o filme Karam, preferindo se concentrar na carreira de atriz, mas chegou a cantar a música ao vivo no programa de televisão Sa Re Ga Ma Pa. No mesmo ano gravou uma música inédita para Bluffmaster.
Em agosto de 2011 Chopra assinou contrato com a gravadora Universal Music Group com o objetivo de lançar a a sua carreira musical nos Estados Unidos, tendo ela ser tornado a primeira atriz de Bollywood a se juntar à Creative Artists Agency LLC, uma famosa agência de talentos artísticos estadunidense. O seu primeiro single musical, leva o título de "In My City", foi lançado nos Estados Unidos em 13 de setembro de 2012, num comercial de televisão da NFL Thursday Night Footbal, com participação do rapper will.i.am. Em 2013, ela fez um videoclipe,"Exotic", com a participação do rapper Pitbul.

### Discografia
| Título                  | Gravadora                                   | Ano  |                                        |
| ----------------------- | ------------------------------------------- | ---- | -------------------------------------- |
| In My City              | Interscope Records                          | 2012 | Single com a participação de Will.I.Am |
| Erase                   | Interscope Records                          | 2012 |                                        |
| Exotic                  | Interscope Records                          | 2013 | Single com a participação de Pitbull   |
| Ishani’s Song           |                                             | 2013 | Para o filme "Planes"                  |
| Chaoro (Lori)           |                                             | 2014 | Para o filme "Mary Kom"                |
| Can't Make You Love Me  | Universal Music Group \| Interscope Records | 2014 |                                        |
| Imagine                 |                                             | 2014 | Projeto para a UNICEF                  |
| Meltdown                |                                             | 2015 |                                        |
| Dil Dhadakne Do         |                                             | 2015 | Para o filme "Dil Dhadakne Do"         |
| Need U (Voice)          | RCA Records                                 | 2016 |                                        |
| Don’t You Need Somebody |                                             | 2016 | Para o álbum de RedOne                 |
| Baba                    |                                             | 2016 | Para o filme "Ventilator"              |
| Young And Free ‎         | Ultra Music                                 | 2017 |                                        |

### Lista de singles, com posições nas paradas selecionadas e certificações
| Ano  | Single                         | Melhores posições |
| Ano  | Single                         | EUA               |
| ---- | ------------------------------ | ----------------- |
| 2013 | "Exotic" (feat. Pitbull)       | 18                |
| 2013 | "In My City" (feat. Will.I.Am) | 15                |